# Птгнаванк
Птгнава́нк (арм. Պտղնավանք; известен также как Птгнийский храм, арм. Պտղնիի տաճար) — христианская церковь в селе Птгни Котайкской области Армении, один из наиболее выдающихся памятников армянского зодчества раннего средневековья.
В настоящее время находится в полуразрушенном состоянии, сохранились лишь северная стена, восточная часть южной стены и восточная несущая арка купола. Представляет собой один из наиболее ранних и лучших образцов церковных строений типа купольной залы. Построен в конце VI — начале VII века (точная дата неизвестна). Имеет 15,7 метров в ширину и 30,4 метров в длину, размеры молитвенного зала соответственно — 10,3 м в ширину и 23,8 м в длину.
В центре нижней части северного фасада расположен аркообразный парадный вход. Чуть выше, по правую и левую стороны, расположены по три окна одинакового типа и размера. Мотивы декоративного убранства храма разнообразны — как геометрические, так и растительные; есть также рельефы, содержащие изображения людей, животных и птиц.
Сохранившееся на фасаде южной стороны окна также покрыты рельефами, которые представляют собой исключительные образцы армянской культового зодчества раннего средневековья. Изображены Богоматерь, Христос, апостолы. Имеются в наличие и рельефы светского содержания, на одном из которых изображен всадник, поражающий стрелой раненого зверя, и отмечено имя всадника — Мануел Аматуни. Справа от данного рельефа есть также и другое изображение — борющийся со львом человек с копьём, которого по всей вероятности можно отождествить с сыном Мануела Аматуни — Сааком Аматуни.

## Галерея

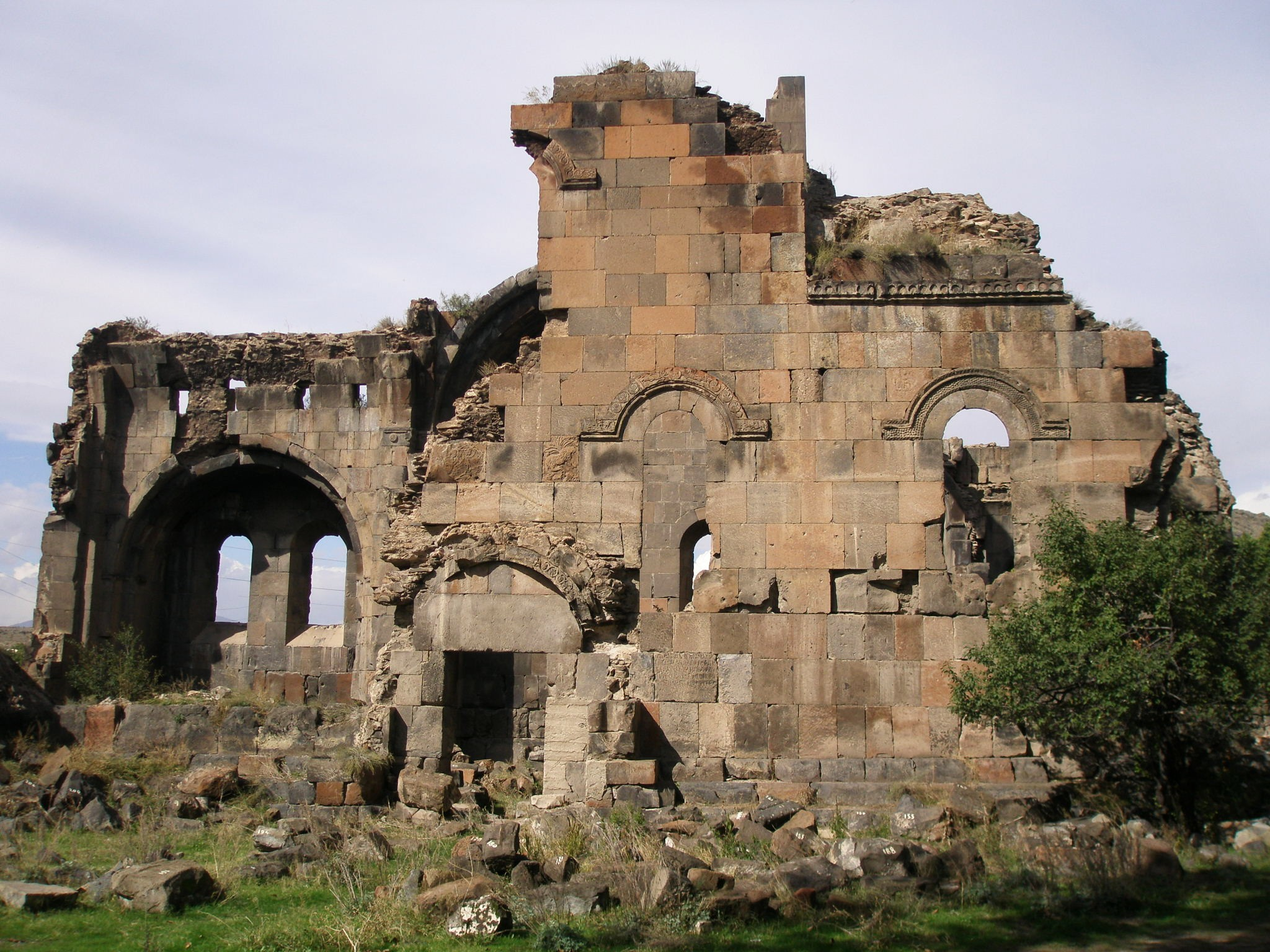
Вид с обратной стороны.
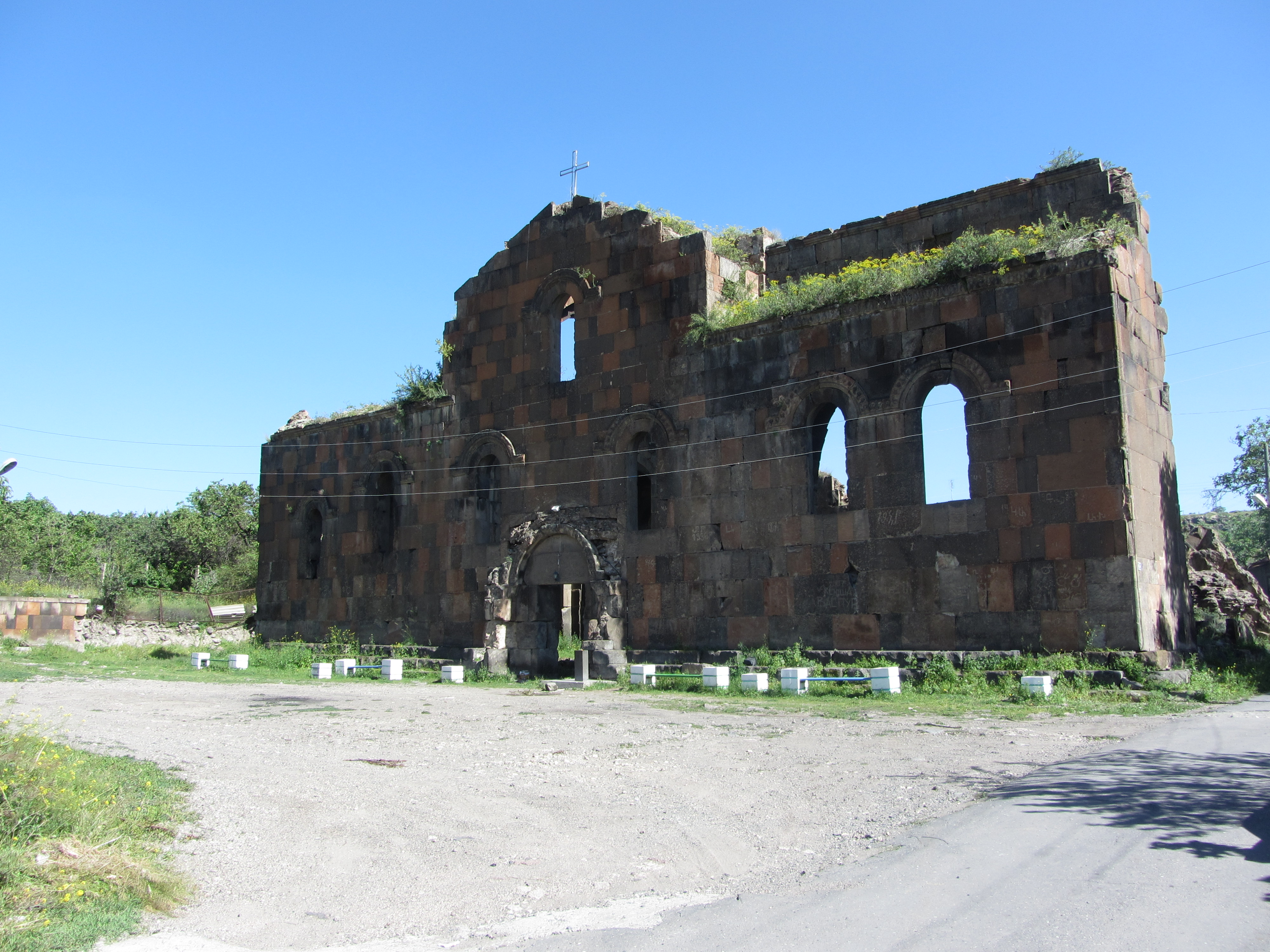
Общий вид
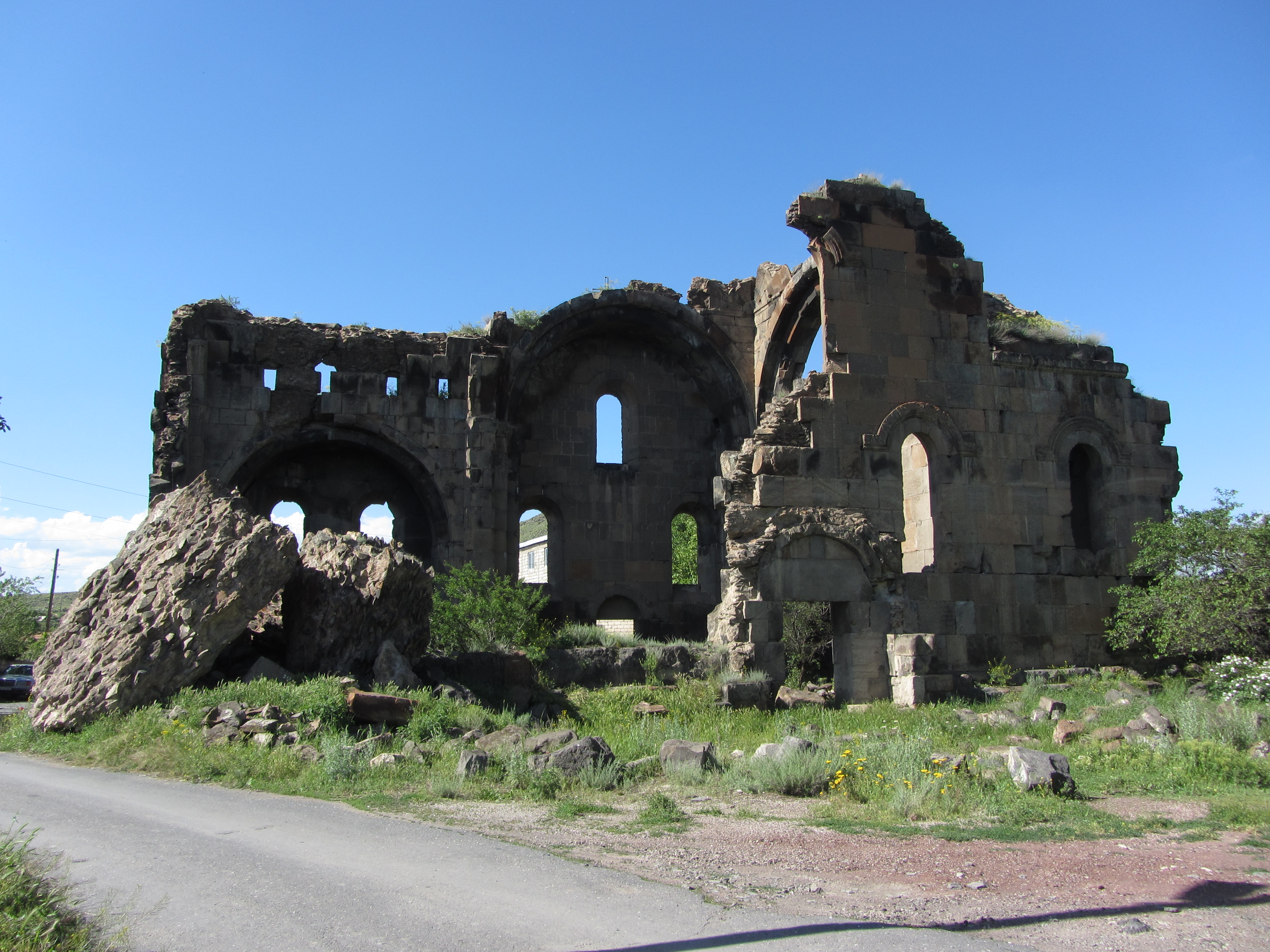
Вид у южной стороны
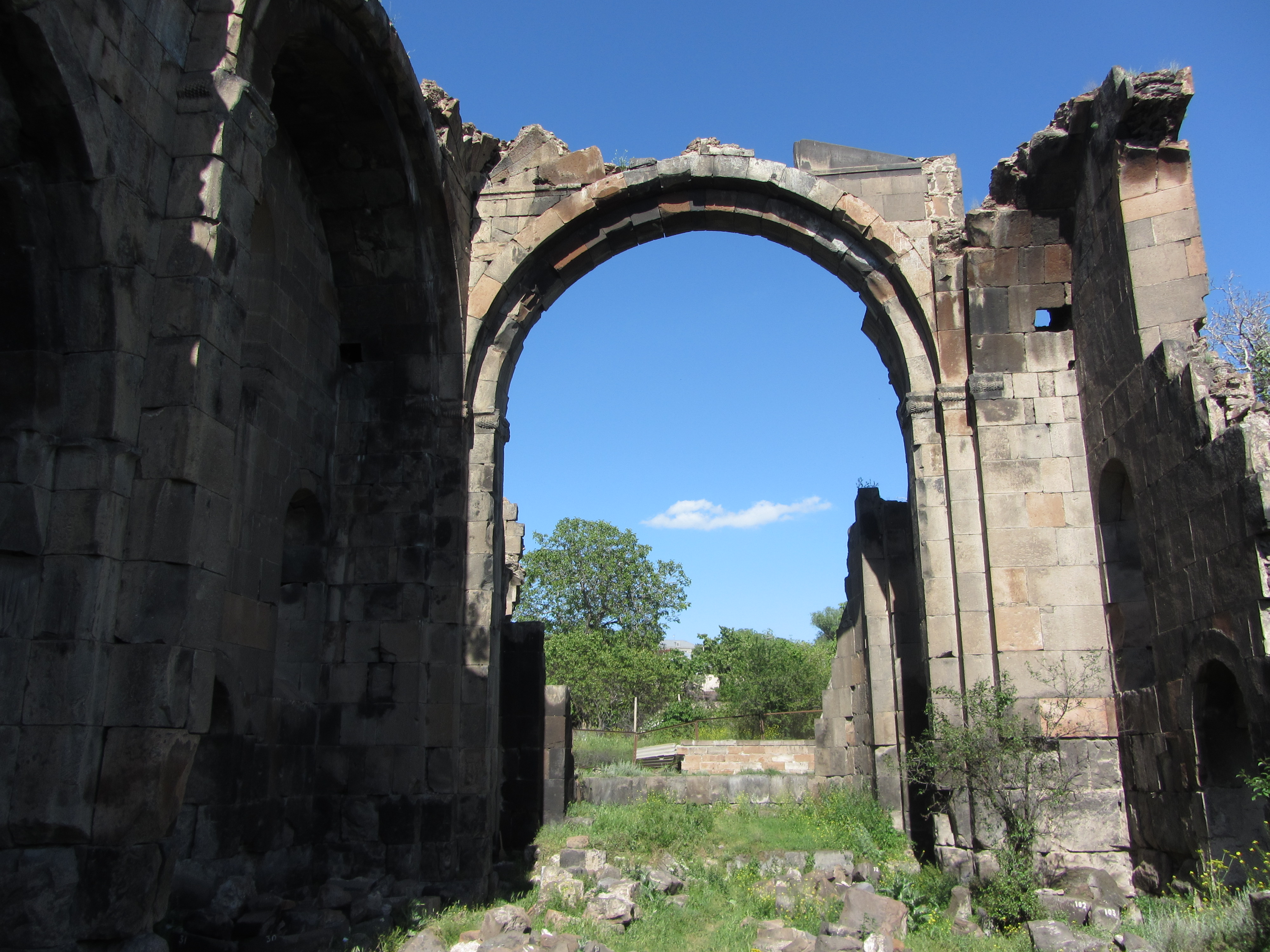
Арка
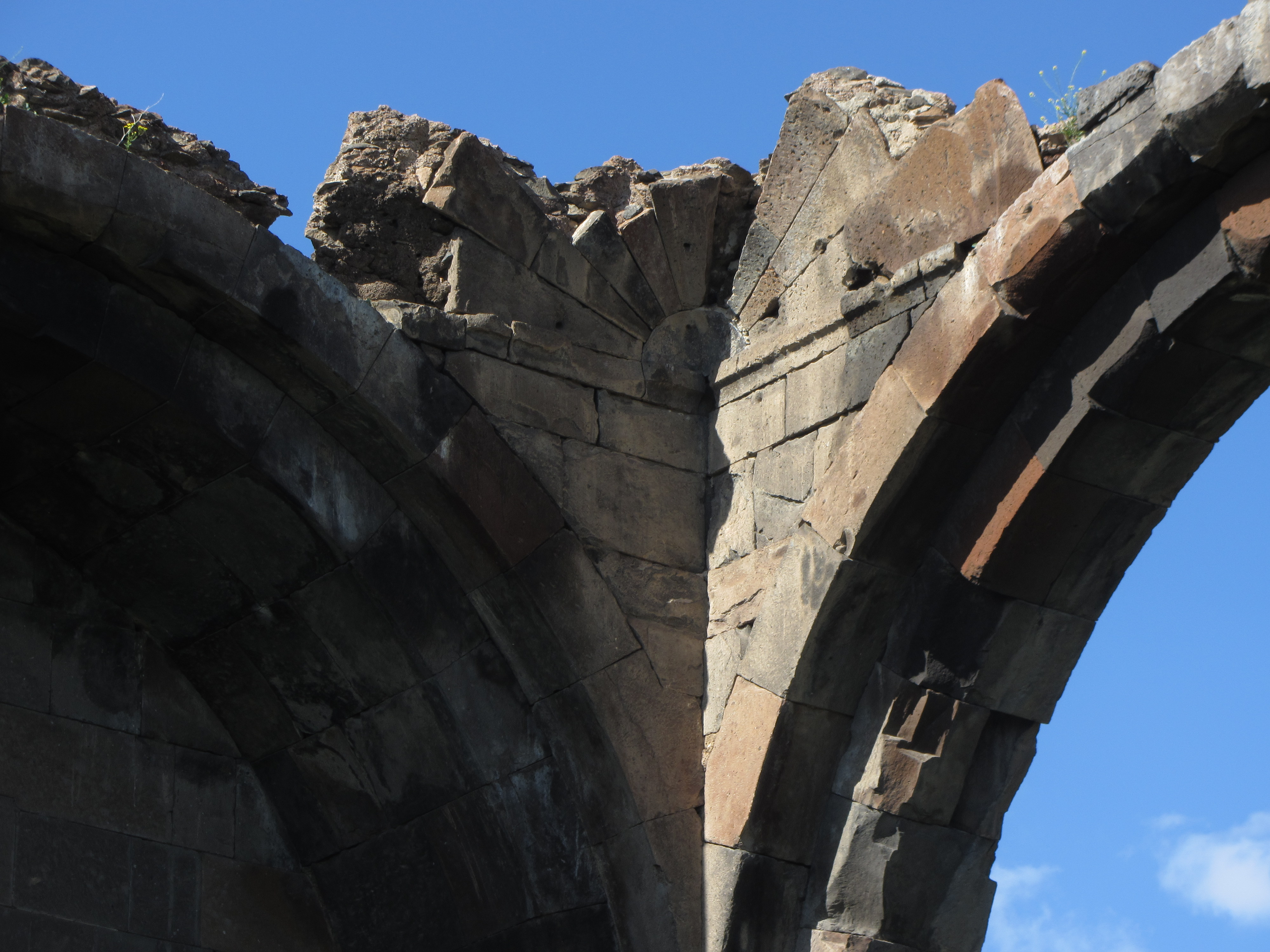
Стык двух арок
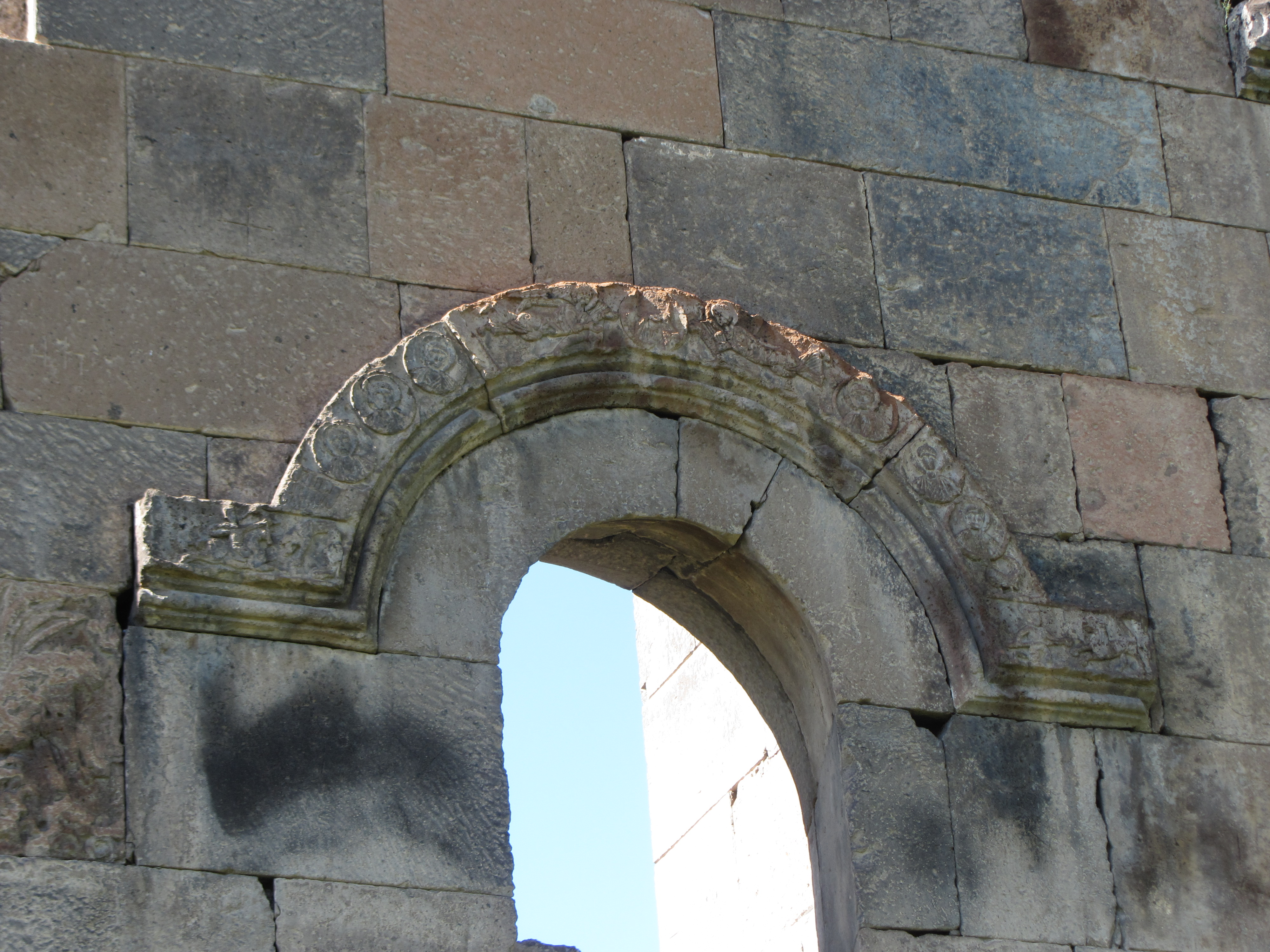
Украшение над оконным проемом
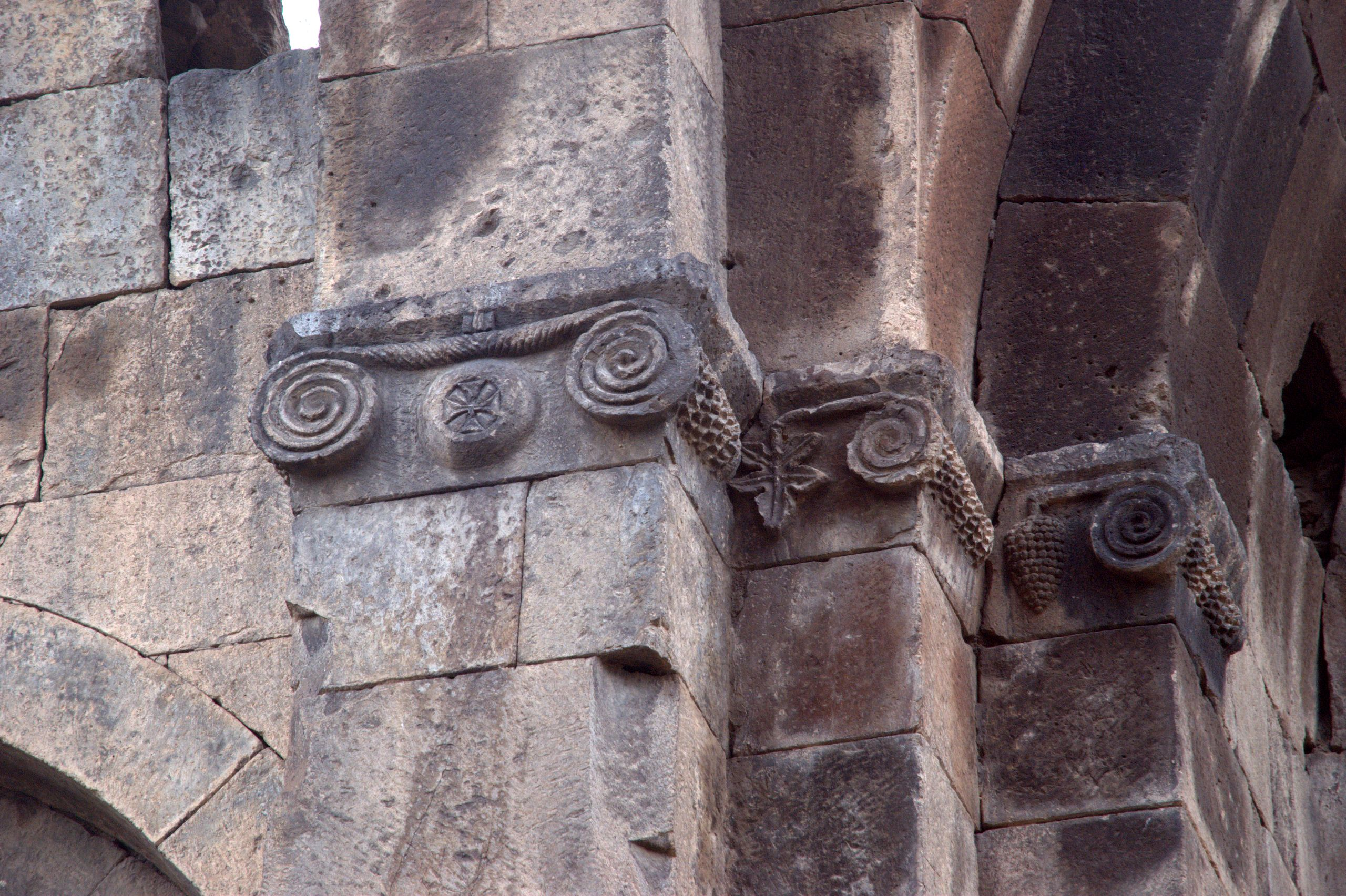
Элемент декора